# Jatimarto
Jatimarto is een bestuurslaag in het regentschap Wonogiri van de provincie Midden-Java, Indonesië. Jatimarto telt 3535 inwoners (volkstelling 2010).